# Електрион
Електрион (на старогръцки: Ἠλεκτρύων, Elektryon) в древногръцката митология e цар на Микена и Мидеа през 14 век пр.н.е. в Арголида (в Пелопонес).
Той е син на цар Персей и Андромеда. Електрион се жени за Анаксо, дъщеря на брат му Алкей, цар на Тиринт. Двамата имат десет деца.
По Хезиод той се жени за Лизидика (дъщеря на Пелопс и Хиподамея). По Диодор жена му е Евридика (дъщеря на Пелопс, синът на Тантал).
Със съпругата си Електрион има една дъщеря, Алкмена (майката на Херакъл), и дванадест сина, Перилай, Номий, Епилай, Горгофон, Еврибий, Амфимах, Келаиней, Стратобат, Лизином, Хейромах, Анактор и Архелай. С фригийката Мидея той има извънбрачен син Ликимний.
Синовете на Птерелай идват в Микена и изявяват като деца на Местор, братът на Електрион, претенции за управлението на царството. След като не ги послушват, те събират микенските говеда и искат да ги вземат. Синовете на Електрион – освен Ликимний, който е още много малък – им се изпрчват, за да се бият за стадото. Всичките синове на Електрион падат убити. От синовете на Птерелай остава жив само Еверес, понеже пазел корабите, който взема говедата и ги дава на елисийския цар Поликсен. Амфитрион, синът на Алкай, купува говедата и ги връща обратно на Електрион.
Електрион иска да отмъсти за синовете си и се подготвя за поход против Птерелай. Затова той дава управлението на Амфитрион и смята да го ожени за дъщеря си Алкмена. Без да иска Амфитрион убива Електрион, когато хвърля прът по един избягал бик. Амфитрион, Алкмена и Ликимний напускат страната и Стенел, друг брат на Електрион, поема управлението. Амфитрион ръководи по-късно голяма войска против Птерелай и така отмъщава за смъртта на Електрион.